# Morse (Texas)
Pour les articles homonymes, voir Morse.
Morse est une census-designated place du centre-sud des États-Unis, située dans l'État du Texas, dans le comté de Hansford. Elle est peuplée de 172 habitants.

## Géographie
Morse se situe à 30 km de Gruver, Stinnett et Sunray, et à 50 km de Spearman.

## Météorologie
Morse possède un climat semi-aride avec des hivers froids et secs et des étés chauds et secs.

## Démographie
La population de Morse est composée de 99,42 % de Blancs, parmi eux 22,09 % d'Hispaniques, et de 0,58 % d'autres ethnies.

## Enseignement
Morse abrite la Pringle-Morse Consolited Independent School.

## Source
- (en) Cet article est partiellement ou en totalité issu de l’article de Wikipédia en anglais intitulé « Morse, Texas » (voir la liste des auteurs).